# Christopher Ryan (skådespelare)
Christopher Ryan, född 25 januari 1950 i Bayswater, London är en brittisk skådespelare.

## Rollista i urval
- 1982–1984 – Hemma värst (TV-serie)
- 1985 – Jultomten
- 1986, 2008–2010 – Doctor Who (TV-serie)
- 1989 – Only Fools and Horses (TV-serie)
- 1990, 1995 – One Foot in the Grave (TV-serie)
- 1991–1995 – Bottom (TV-serie)
- 1992 – Parlamentets svarta får (TV-serie)
- 1992–2012 – Helt hysteriskt (TV-serie)
- 1997 – Melissa (TV-serie)
- 1999 – Alice i Underlandet
- 2001–2003 – Jämna plågor (TV-serie)
- 2016 – Absolutely Fabulous: The Movie